# Euparixia duncani
Euparixia duncani är en skalbaggsart som beskrevs av Brown 1927. Euparixia duncani ingår i släktet Euparixia och familjen Aphodiidae. Inga underarter finns listade i Catalogue of Life.